# Le Couperet
Le couperet is een Belgisch-Frans-Spaanse dramafilm uit 2005 onder regie van Costa-Gavras. De film is gebaseerd op het boek The Ax van Donald E. Westlake uit 1997.

## Verhaal
Bruno Davert werkt als scheikundige in een papierfabriek. Hij wordt samen met een honderdtal collega's afgedankt. Hij is ervan overtuigd dat hij in geen tijd een gelijkwaardige baan zal vinden. Drie jaar later is hij echter nog steeds werkloos.

## Rolverdeling
| Acteur            | Personage         |
| ----------------- | ----------------- |
| José Garcia       | Bruno Davert      |
| Karin Viard       | Marlène Davert    |
| Geordy Monfils    | Maxime Davert     |
| Christa Théret    | Betty Davert      |
| Ulrich Tukur      | Gérard Hutchinson |
| Olivier Gourmet   | Raymond Machefer  |
| Yvon Back         | Étienne Barnet    |
| Thierry Hancisse  | Inspecteur Kesler |
| Olga Grumberg     | Iris Thompson     |
| Yolande Moreau    | Beambte           |
| Dieudonné Kabongo | Quinlan Longus    |
| Jean-Pierre Gos   | Garagehouder      |